# Кралска змия
Кралските змии (Regina septemvittata) са вид влечуги от семейство Смокообразни (Colubridae).
Разпространени са в източната част на Северна Америка.
Таксонът е описан за пръв път от американския естественик Томас Сей през 1825 година.